# Noord-Amerikaanse katvissen
De familie Noord-Amerikaanse katvissen of kortweg katvissen (Ictaluridae) behoort tot de orde van de Meervalachtigen (Siluriformes). De familie is inheems in Noord-Amerika, waar zij belangrijke voedselvissen en soms ook sportvis zijn. De katvissen komen voor in Noord-Amerika van zuidelijk Canada tot aan Guatemala. 

## Beschrijving
De soorten hebben vier paren baarddraden. De huid is naakt. De rugvin en zijvinnen hebben gewoonlijk een stekel. De rugvin heeft gewoonlijk zes zachte stralen. Het gehemelte is tandeloos, behalve in de fossiele soort Astephus. De familie kent drie geslachten van blinde katvissen: Trogoglanis, Satan, en Prietella. Deze drie geslachten zijn echter niet nauw aan elkaar verwant. Ze kunnen pijnlijke giftige steken geven met gif ingebed in vinnen.
Een van de grootste soorten is Ictalurus furcatus waarvan exemplaren gevonden zijn die meer dan 50 kilogram wegen. De maximumlengte is 1,6 meter bij Ictalurus furcatus en Pylodictis olivaris. De soorten in het geslacht Ameiurus zijn kleinere leden van de familie die bij volwassenheid minder dan een halve kilogram wegen, terwijl de soorten van het geslacht Noturus in het algemeen nog kleiner zijn. 

## Lijst van geslachten
- Ameiurus Rafinesque, 1820
- Ictalurus Rafinesque, 1820
- Noturus Rafinesque, 1818
- Prietella Carranza, 1954
- Pylodictis Rafinesque, 1819
- Satan Hubbs & Bailey, 1947
- Trogloglanis Eigenmann, 1919

## Uitgestorven geslacht
- † Astephus Cope, 1873